# Климов, Сергей Александрович (шахматист)
Сергей Александрович Климов (род. 22 января 1979) — российский шахматист, гроссмейстер (2009).

## Биография
В 2002 г. окончил с отличием философский факультет СПбГУ, кафедру религиоведения, аспирантуру Государственного музея истории религии, работал научным сотрудником в Музее истории религии 2002—2003 г.
2002—2003 г. тренер во Дворце творчества юных Санкт-Петербурга.
2006—2007 г. — директор шахматного клуба СПбШФ
2007—2013 г. — председатель Детско-юношеской комиссии Санкт-Петербургской шахматной федерации.
С 2014 г. старший тренер отделения шахмат СДЮСШОР Василеостровского района Санкт-Петербурга.
Тренер двукратного победителя командных чемпионатов мира в составе сборной России (2010, 2013), чемпиона Европы по шахматам в составе команды Санкт-Петербурга (2012) Никиты Витюгова.
Занял 2-е место во Всероссийском конкурсе «Лучший детский тренер 2009 года».
В составе петербургских команд участник 24-го Кубка европейских клубов (2008) и четырёх командных чемпионатов России (2001—2004).

## Изменения рейтинга
| Графики недоступны из-за технических проблем. См. информацию на Фабрикаторе и на mediawiki.org. |